# Resolución 1090 del Consejo de Seguridad de las Naciones Unidas
La resolución 1090 del Consejo de Seguridad de las Naciones Unidas, adoptada el 13 de diciembre de 1996 en una sesión privada, habiendo considerado la cuestión sobre la recomendación relativa al nombramiento del Secretario General, el Consejo recomendó a la Asamblea General que el Sr. Kofi Annan fuese nombrado como Secretario General por un período desde el 1 de enero de 1997 hasta el 31 de diciembre de 2001.
Kofi Annan, un diplomático ghanés, fue el séptimo Secretario General de las Naciones Unidas. Los Estados Unidos vetaron un segundo término para su predecesor, Butros Butros-Ghali, por falta de reforma.
Fue la primera vez que una resolución del Consejo de Seguridad fue adoptada por aclamación.